# Karolinen
För andra betydelser, se karolin.

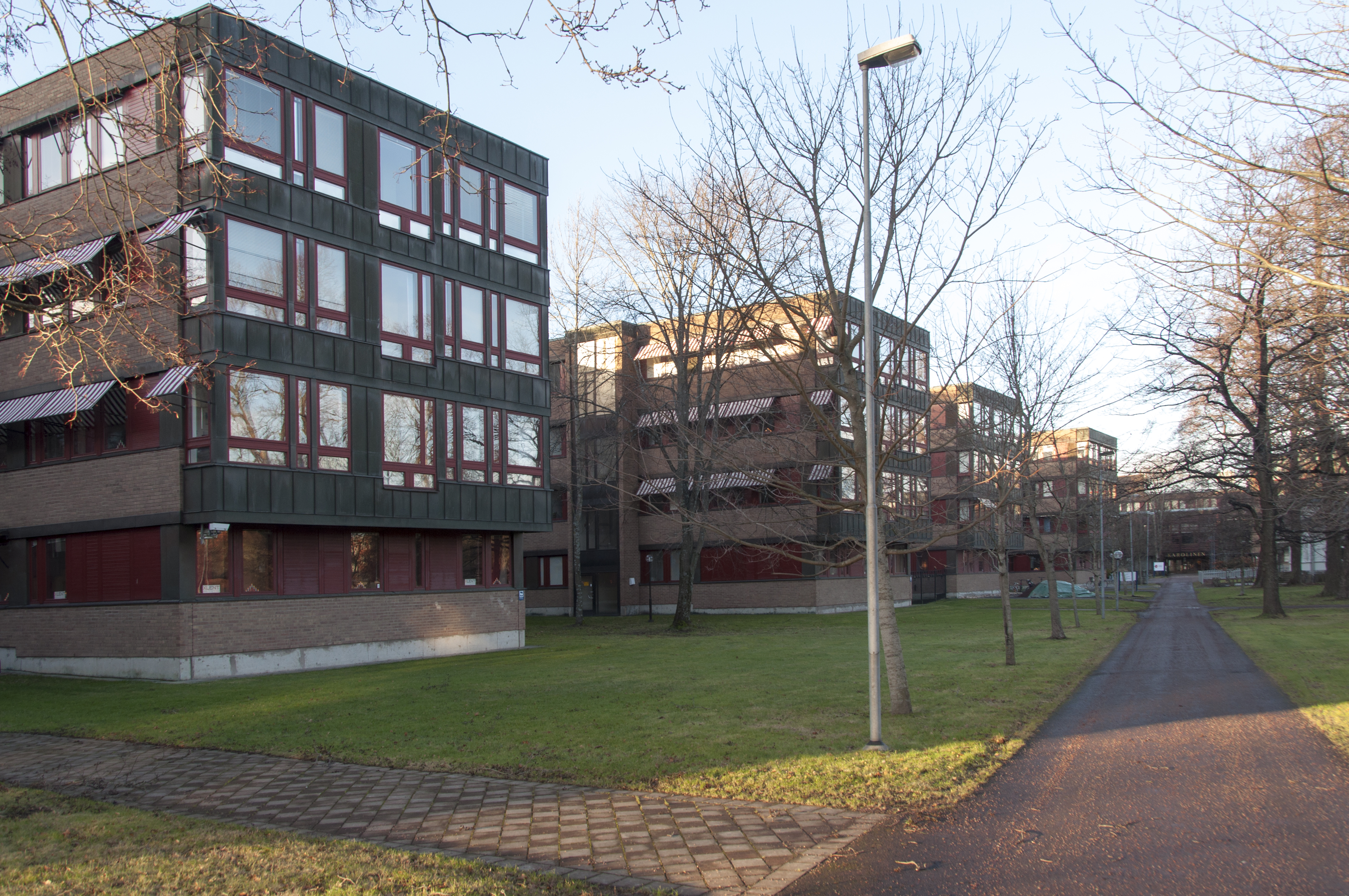
Karolinen

Karolinen är en byggnad som ligger i stadsdelen  Klara i anslutning till Karl IX:s gata och Våxnäsgatan i Karlstad. Fastigheten ägs och förvaltas av Kåpan Fastigheter. Byggnaden har en yta om cirka 60 000 kvadratmeter och har en korridorlängd om cirka 16 kilometer samt inkluderar cirka 1500 rum.

## Historik
Byggnaden kom till genom att riksdagen åren 1971 och 1973 beslutade att omlokalisera ett antal försvarsanknutna myndigheter, ämbetsverk och institutioner för att frigöra och minska behovet av fastigheter inom Stockholmsområdet. Uppförandet påbörjades 1974 i två etapper, där etapp ett var färdig 1976 och etapp två 1978. Byggnaden, möbler och inredning, mark och trädgårdar ritades av arkitekten Gösta Edberg.
Till en början kom Försvarets sjukvårdsstyrelse, Värnpliktsverket, samt delar av Försvarets materielverk och Försvarets forskningsanstalt att flytta in i byggnaden 1976, följt 1978 av Försvarets civilförvaltning och Civilförsvarsstyrelsen. Vidare tillkom även Bergslagens militärområdesstab (Milo B) samt Försvarsområdesstaben vid Värmlands regemente (I 2/Fo 52). I samband med försvarsbeslutet 1982 påbörjades dock en större nedtrappning av den militära verksamheten i fastigheten, då 1500 arbetstillfällen försvann i samband med att ett antal förvaltningar avvecklades eller reducerades. Som en viss kompensation för bortfallet kom delar av Försvarets förvaltningsskola (FörvS), vilken senare bildade Försvarets förvaltningshögskola (FörvHS), omlokaliseras från Stockholm till Karlstad och Karolinen.
Genom försvarsbeslutet 2004 kom Försvarsmakten under 2005 att helt lämna både Karolinen och Karlstad i sin helhet.

## Nuvarande användning
Fastigheten inrymmer ett antal olika verksamheter som restaurang, kontor för t. ex. Sogeti, Försäkringskassan, Polismyndigheten, Karlstads kommun, restaurang, GeBlod Karlstad och Ellevio. Entrén används som röstningslokal vid val.